# Melitaea deficiens
Melitaea deficiens är en fjärilsart som beskrevs av Cabeau 1922. Melitaea deficiens ingår i släktet Melitaea och familjen praktfjärilar. Inga underarter finns listade i Catalogue of Life.